# بیل گیتس
ویلیام هنری گیتس سوّم (انگلیسی: William Henry Gates III؛ زادهٔ ۲۸ اکتبر ۱۹۵۵ در سیاتل) برنامه‌نویس، کارآفرین، بازرگان، سرمایه‌دار، نیکوکار و مدیر ارشد اجرایی آمریکایی است که در سال ۱۹۷۵ با مشارکت پل آلن شرکت مایکروسافت را بنیان گذاشت. وی تا دسامبر ۲۰۲۲ با تخمین دارایی خالص ۱۰۷ میلیارد دلار به‌عنوان پنجمین فرد ثروتمند جهان شناخته شد.
گیتس از آغاز بنیان‌گذاری مایکروسافت تا سال ۲۰۰۰ برای مدت ۲۵ سال به‌عنوان مدیرعامل مایکروسافت کار کرد و تا سال ۲۰۱۴ در مجموع ۳۹ سال، ریاست هیئت مدیره مایکروسافت را برعهده داشت. او در مارس ۲۰۲۰ از هیئت مدیرهٔ این شرکت کناره‌گیری کرد. گیتس کماکان با در اختیار داشتن ۱٫۳٪ از سهام این شرکت، سهام‌دار عمدهٔ مایکروسافت است.

## زندگی
بیل گیتس در ۲۸ اکتبرِ ۱۹۵۵ در سیاتل زاده شد و در کنار دو خواهرش در سیاتل، واشینگتن بزرگ شد. گیتس در خانواده‌ای زاده شد که از تاریخی غنی در تجارت و سیاست و خدمات اجتماعی سرشار بود. پدرش ویلیام هنری گیتس دوم، وکیل دادگستری و یکی از سرشناسان شهر سیاتل، واشینگتن بود و مادر او آموزگار مدرسه و یکی از اعضای هیئت مدیرهٔ یونایتد وی اینترنشنال بود که در امور خیریه نیز فعالیت داشت.
گیتس در مدرسهٔ لیک ساید تحصیل کرد. سپس به علاقه خود به نرم‌افزار پی برد و برنامه‌نویسی را در سن ۱۳ سالگی آغاز کرد. در همین‌جا هستهٔ نخستین مایکروسافت شکل گرفت. در بهار ۱۹۶۸ (میلادی) مدرسه تصمیم گرفت که دانش آموزان را با پدیده‌ای تازه که به تازگی در جهان شکل گرفته‌بود یعنی رایانه آشنا کند. رایانه‌ها هنوز بزرگ‌تر و گران‌تر از آن بودند که مدرسه بتواند خریداری کند. به‌همین منظور مدرسه صندوقی را برپا کرد و اعلام کرد که برای اجارهٔ یک سال رایانه PDP-10 ساخت شرکت DEC یاری کنید. پول زیادی بیشتر از هزینهٔ اجاره یک سال جمع‌شد. ولی مدرسه، جذابیت این غول الکترونیکی را برای شاگردان دست کم گرفته بود. این شاگردان، بیل گیتس، پل آلن که دو سال از گیتس بزرگ‌تر بود و چند نفر دیگر از دوستان بودند که همگی از برنامه‌نویسان ارشد مایکروسافت شدند.

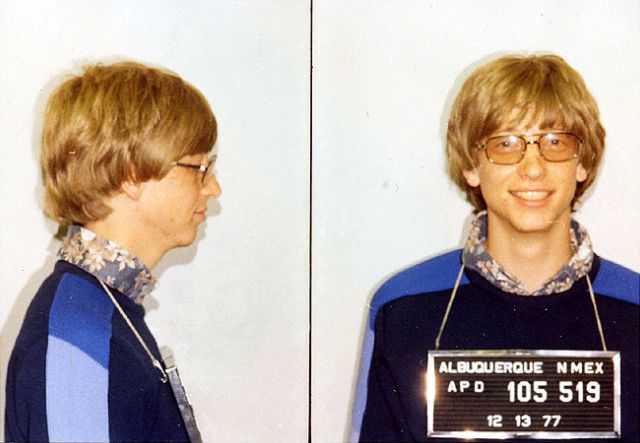
نگارهٔ بیل گیتس که در سال ۱۹۷۷ به دلیل تخلف رانندگی ثبت شده‌است.

در سال ۱۹۷۳ گیتس وارد دانشگاه هاروارد شد و در آنجا با استیو بالمر آشنا شد. در هاروارد گیتس نسخه‌ای از زبان برنامه‌نویسی بیسیک را برای نخستین میکرو کامپیوتر نوشت. در سال دوم، دانشگاه را رها کرد تا همه انرژی خود را صرف مایکروسافت کند. شرکتی که او در سال ۱۹۷۵ با دوست دوران کودکی خود پل آلن آغاز کرده‌بود بر این باور استوار بود که رایانه به وسیله‌ای ارزشمند بر روی هر میزی و در هر خانه‌ای تبدیل خواهد شد. آن‌ها به ساخت نرم‌افزار برای رایانه‌های خانگی پرداختند. افق دید گیتس برای محاسبات شخصی، محور موفقیت‌های شرکت مایکروسافت شد.
با مدیریت بیل گیتس، مأموریت او برای گسترش نرم‌افزار و آسان‌تر شدن، همچنین کم هزینه‌تر و دلپذیر شدن آن برای استفاده‌کنندگان رایانه به پیشرفت خود ادامه داد. مدیران مایکروسافت همواره به اهداف بلند مدت می‌اندیشیدند و در پی آن، در سال ۲۰۰۵ نزدیک به ۶٫۲ میلیارد دلار برای تحقیق و توسعه، سرمایه‌گذاری کردند. در سال ۱۹۹۹ گیتس کتاب Business @ the Speed of Thought را نوشت. این کتاب نشان می‌دهد رایانه چگونه می‌تواند در تجارت و کسب‌وکار مشکلات کاربران را حل کند. این کتاب به ۲۵ زبان ترجمه شده و در بیش از ۶۰ کشور موجود است. این کتاب در فهرست پرفروش‌ترین کتاب‌ها در روزنامهٔ نیویورک تایمز، یواس‌ای تودی، وال‌استریت جورنال، و فروشگاه اینترنتی آمازون قرار گرفت. کتاب پیشین گیتس به نام The Road Ahead که در سال ۱۹۹۵ منتشر شده بود برای ۷ هفته پیاپی حائز جایگاه نخست در نیویورک تایمز شد.
گیتس در سال ۲۰۰۰ پس از ۲۵ سال، از مدیرعاملی مایکروسافت کناره‌گیری کرد و جای خود را به استیو بالمر داد ولی همچنان به‌عنوان مدیر ارشد اجرایی و رئیس هیئت مدیره این شرکت، به فعالیت خود ادامه داد. وی از سال ۱۹۷۵ تا ۲۰۱۴ ریاست هیئت مدیره مایکروسافت را برعهده داشت و پس از ۳۹ سال، با کناره‌گیری گیتس، جان دبلیو. تامسون به جای وی منصوب شد.

## زندگی شخصی

### ازدواج
بیل گیتس در ۱ ژانویه ۱۹۹۴ میلادی با ملیندا فرنچ از کارمندان مایکروسافت ازدواج کرد. بیل گیتس و ملیندا در ۱۹۸۷ (میلادی) و پس از آن که ملیندا به عنوان مدیر تولید به مایکروسافت پیوست با هم آشنا شدند. ملیندا اهل دالاس در ایالت تگزاس است. بیل گیتس برای بررسی باید و نباید ازدواج با ملیندا خوبی‌ها و بدی‌های رابطه‌شان را فهرست کرده و روی تخته نوشتند و با هم گفتگو کردند. آنها در جزیره لانائی در هاوایی با هم ازدواج کردند و برای اینکه کسی بدون دعوت به مراسم عروسی آنها نیاید همه هلی کوپترهای موجود در منطقه را اجاره کرده بودند. این زوج دارای سه فرزند به نام‌های جنیفر کاترین گیتس (۱۹۹۶ میلادی)، روری جان گیتس (۱۹۹۹ میلادی)، و فوب ادل گیتس (۲۰۰۲ میلادی) هستند. آنها در مه ۲۰۲۱ میلادی پس از ۲۷ سال زندگی مشترک از یکدیگر جدا شدند.

### خانه
خانه بیل گیتس یکی از مدرن‌ترین و گران‌ترین خانه‌های جهان بوده که در کنار تپه است و منظره‌ای رو به دریاچه واشینگتن در مدینا واقع در واشینگتن دارد. بر پایه برآورد مجموع ارزش خانه و زمین آن برابر ۱۲۵ میلیون دلار ارزش دارد و مالیات آن نزدیک به ۱ میلیون دلار در سال است. همچنین در بین دارایی‌های بیل گیتس، مجموعه‌ای از نوشته‌های لئوناردو داوینچی موجود است که او در سال ۲۰۰۴ به مبلغ ۳۰٫۸ میلیون دلار در یک حراجی خریده‌است.

### آدرس ایمیل
آدرس ایمیل بیل گیتس به‌طور گسترده‌ای در جهان پخش شده و نزدیک به ۴ میلیون ایمیل در سال ۲۰۰۴ دریافت کرده‌است که بیشتر آن‌ها هَرزنامه هستند. به گفته او در بین ایمیل‌های دریافتی، شمار زیادی مربوط به پیشنهادهایی برای پولدار شدن است که اگر آزاردهنده نباشند دستکم خنده‌دار است.

### باورهای مذهبی
بیل گیتس نسبت به وجود داشتن خدا ندانم‌گرا است اما رهنمودهای مذهبی مسیحیت را از نظر اخلاقی ستایش می‌کند و فعالیت‌های بنیاد خیریه خود را مدیون حضور در کلیسا می‌داند. او این را بیشتر نوعی باور اخلاقی می‌داند تا باور مذهبی.
دربارهٔ باور مذهبی بیل گیتس، طی سال‌های ۱۹۹۵ و ۱۹۹۶ از وی دربارهٔ عقاید دینی پرسیده شد و او دربارهٔ وجود داشتن خدا اظهار ندانم‌گرایی کرد. اما دربارهٔ رهنمودهای دینی در گفتگوی نخست با پی‌بی‌اس در سال ۱۹۹۵ گفت که به‌طور مرتب به کلیسا نمی‌رود اما رهنمودهای مذهبی مسیحیت را کاملاً تأیید می‌کند. در گفتگوی ۱۳ ژانویه ۱۹۹۶ روی جلد مجله تایم از وی پرسیده شد که «آیا به چیزی به نام آفریدگار باور دارید؟» و در پاسخ چهره وی مبهم و «ناگویا» شد دست به سینه شد کمی مکث کرد و پاسخ داد: «من هیچ گواه و شاهدی برای این موضوع ندارم» و در ادامه گفت: «در زمینه اختصاص منابع زمانی، مذهب خیلی مؤثر نیست. کارهای بیشتری هستند که می‌توانم صبح‌های یکشنبه انجام دهم.»
نهایتاً بیل گیتس در گفتگوی سال ۲۰۱۴ با رولینگ استون در پاسخ به این پرسش که «آیا به خدا باور دارید؟» گفت:
من با افرادی چون ریچارد داوکینز دربارهٔ اینکه نوع بشر به ساخت افسانه‌ها احساس نیاز کرده بود موافقم. پیش از اینکه ما شروع به فهمیدن بیماری و آب و هوا و چیزهای مثل اینها کنیم ما دنبال توضیحات نادرستی برای آن‌ها می‌گشتیم. اکنون در برخی از زمینه‌هایی (نه همه زمینه‌ها) که مذهب برای پر کردن آن‌ها استفاده شده بود علم پاسخ داده و جاهای خالی را پر کرده‌است. اما افسانه و زیبایی جهان به‌طور حیرت‌انگیزی شگفت‌انگیز است و برای اینکه چطور به این حد رسیده‌است هنوز توضیح علمی وجود ندارد. گفتن اینکه جهان بواسطه عددهای تصادفی نامنظم ساخته شد می‌دانید، تقریباً به‌راستی یک دید غیر سخاوتمندانه به نظر می‌رسد (همراه خنده). من فکر می‌کنم باور به خدا منطقی است اما دقیقاً اینکه شما به خاطر این باورتان در زندگی‌تان چه تصمیمی را به روشی متفاوت بگیرید، من نمی‌دانم.
او به این پرسش که «شما یک کارشناس فناوری هستید اما بیشتر کار شما با بنیاد (خیریه) هم‌اکنون یک جنبه اخلاقی دارد. آیا شما اینطور فکر می‌کنید که ارزش دین و مذهب طی سال‌ها تغییر کرده‌است؟» پاسخ داد:
اسلوب اخلاقی مذهب و دین من فکر می‌کنم، بسیار مهم هستند. ما بچه‌هایمان را به یک روش مذهبی بزرگ کردیم. آنها به کلیسای کاتولیکی رفته‌اند که ملیندا می‌رود و من نیز شرکت می‌کنم. من خیلی خوش‌اقبال بوده‌ام و از این رو من تلاش برای کاهش نابرابری در جهان را به آن (اشاره به کلیسا) مدیون هستم؛ و این نوعی از یک باور مذهبی است. منظورم این است که این دستکم یک باور اخلاقی است.

## بنیاد بیل و ملیندا گیتس

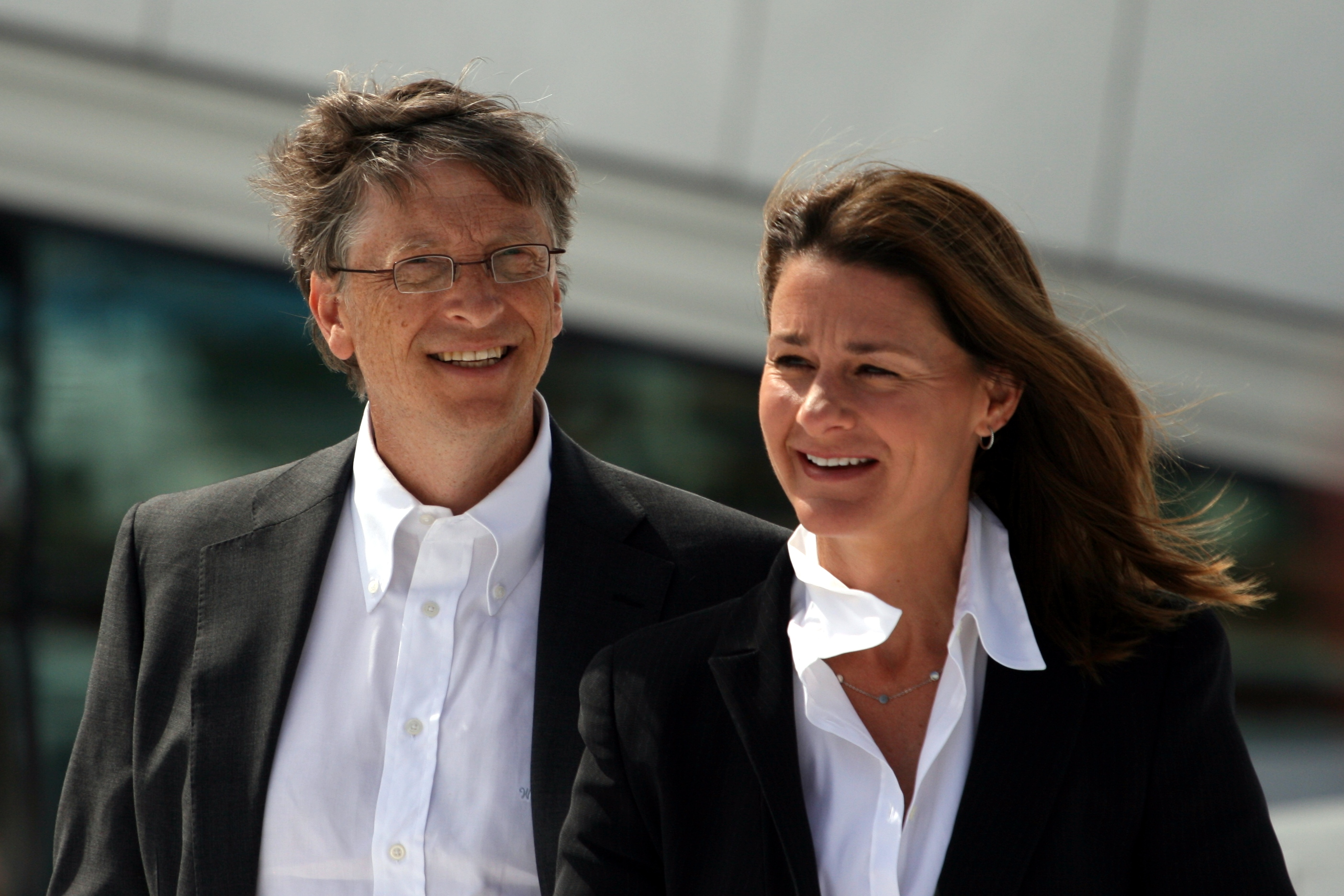
بیل گیتس و همسرش ملیندا گیتس در ژوئن ۲۰۰۹

گیتس همه منافع حاصل از دو کتاب خود را به موسسات غیرانتفاعی اختصاص داده که از استفاده از فناوری در آموزش و افزایش مهارت‌ها پشیبانی می‌کنند. بشردوستی در نزد گیتس از اهمیت بالایی برخوردار است. او و همسرش ملیندا بنیاد خیریه‌ای را با سرمایه ۲۸٫۸ میلیارد دلار بنیان گذاشتند تا کمک‌های بشردوستانه را در زمینه‌های بهداشت جهانی و آموزش، پشیبانی کنند. با این امید که در سده بیست و یکم میلادی همه مردم جهان به آموزش و بهداشت دسترسی داشته باشند. این بنیاد، مبلغ ۳٫۶ میلیارد دلار به بهداشت جهانی، و ۲ میلیارد دلار به توسعه آموزش در مناطقی که سطح درآمد مردم پایین است اهدا کرده‌است که در آمریکا و کانادا به صورت اهداء رایانه و دسترسی به اینترنت برای همگان در کتابخانه‌های عمومی بوده‌است.
گیتس در اکتبر ۲۰۱۶ در گفتگو با برنامه «امروز صبح» تلویزیون آی‌تی‌وی (ITV) اعلام کرد که نمی‌خواهد ثروت خود را برای سه فرزندش به ارث بگذارد و ثروت او پس از مرگش در راه خیریه به ارث گذاشته خواهد شد.

## مایکروسافت
در پایان سال مالی ۲۰۰۵ شرکت مایکروسافت درآمدی برابر ۳۹٫۷۹ میلیارد دلار و نزدیک به ۶۱ هزار نفر کارمند در بیشتر از ۱۰۲ کشور جهان داشت. در ۱۵ ژوئن ۲۰۰۶ شرکت مایکروسافت اعلام کرد که در ژوئیه ۲۰۰۸ بیل گیتس از کار روزمره شرکت به منظور صرف زمان بیشتر در کار سلامت جهانی و آموزش در بنیاد بیل و ملیندا گیتس کنار خواهد رفت. پس از ژوئیه ۲۰۰۸ بیل دوباره به‌عنوان مدیر شرکت مایکروسافت و مشاور پروژه‌های توسعه کلیدی مایکروسافت باز خواهد گشت. دو سال فرصت لازم برای جابجایی، تضمینی بر جابجایی آرام و با برنامه‌ای در وظایف روزانه بیل گیتس خواهد بود. در ژوئن ۲۰۰۶ ری اوزی در جایگاه پیشین گیتس به‌عنوان مدیر طراح نرم‌افزار برگزیده و در کنار گیتس به کار در زمینه معماری تکنیکی و مسئول محصولات حذف شده پرداخت. کرگ موندی به‌عنوان مدیر پژوهش و مسئول برنامه‌ریزی در شرکت مایکروسافت برگزیده شد و در کنار بیل گیتس کار می‌کند.

## دارایی
بر پایه رده‌بندی انجام شده توسط مجله فوربز در اوت ۲۰۱۸ بیل گیتس با دارایی خالص ۹۵٫۱ میلیارد دلار، پس از جف بیزوس (مؤسس آمازون) دومین فرد ثروتمند جهان به‌شمار می‌رفت. نخستین بار در سال ۱۹۹۴ در جایگاه نخست از فهرست ثروتمندترین افراد جهان قرار گرفت و برای ۱۵ سال پیاپی در صدر این فهرست قرار داشت. سپس در سال ۲۰۱۰ بازرگان مکزیکی، کارلوس اسلیم جای او را گرفت. در سال ۲۰۱۴ پس از ۴ سال که گیتس جایگاه دوم را به خود اختصاص می‌داد درحالی‌که به تازگی از ریاست هیئت مدیره مایکروسافت کناره‌گیری کرده بود بار دیگر از سوی مجله اقتصادی فوربز به‌عنوان ثروتمندترین فرد جهان برگزیده شد. در مجموع، ثروت خانواده گیتس پس از خانواده والتون، وارثان شرکت وال‌مارت و فرزندان بنیان‌گذارش، سام والتون، در جایگاه دوم قرار دارد.
بیل گیتس در سال ۲۰۱۰ اعلام کرد می‌خواهد از فهرست ثروتمندان جهان خارج شود و دارایی خود را به جامعه بازگرداند. او این گفته‌ها را بار دیگر در ژوئیه ۲۰۲۲ تکرار کرد و گفت برای عمل به حرف خود ۲۰ میلیارد دلار به صندوق خیریه خود اهدا خواهد کرد. اما از سال ۲۰۱۰ تا ۲۰۲۲ دارایی خالص او بیش از دو برابر شده‌است.

## ویروس کرونا
در سال ۲۰۲۰ مستندی بر مبنای تئوری توطئه و به نام دستبرد ساخته شد. این مستند با تکیه به نمونه‌ها و حقایق قابل قبول شروع می‌شود و در پایان به بیننده می‌گوید که ویروس کرونا بخشی از برنامه گلوبالیست‌ها برای قتل‌عام و گذار به ابرانسان است.
دستبرد با انتساب خلق ویروس کرونا به انستیتو پاستور فرانسه، حمل آن به شهر ووهان چین، مسئله ازدیاد جهانی جمعیت، بحران‌های ساختاری دولت‌های معاصر، پول‌های مجازی و… پازلی را می‌چیند که سرانجامش باور به این تئوری توطئه می‌رسد که «قدرتمندان پنهان جهان»، «دست‌های پشت پرده»، «شرکت‌های داروسازی فراملی با همکاری سیلیکون‌ولی» بیل گیتس، بنیاد راکفلر، و با تئوری‌های یووال نوح هراری، درصدد از بین بردن بخش بزرگی از جمعیت فرودستان جهان و برقراری حکمرانی غیر دموکراتیک خود هستند.

## گفتاوردها
ما همیشه دربارهٔ اتفاقاتی که در دو سال آینده رخ خواهد داد اغراق می‌کنیم اما آنچه که در ۱۰ سال آینده رخ خواهد داد را خیلی کم تخمین می‌زنیم. هرگز اجازه ندهید که رکود و سکون به سراغتان بیاید.
گیتس در ۵ آوریل ۲۰۲۱ گفت: «اگر اقدامات حفظ فاصله فیزیکی به درستی انجام گیرد شمار کشته شدگان ویروس کرونا در ایالات متحده می‌تواند بسیار کمتر از برآوردهای اخیر از سوی مقامات ارشد بهداشت باشد». وی گفت: «اگر انجام آزمایش را تثبیت کنیم و هر ۵۰ ایالت را درگیر کنیم زیر میزان برآوردهای مقامات بهداشت قرار خواهیم گرفت. مطمئناً ما هزینه اقتصادی هنگفتی را پرداخت خواهیم کرد». وی تصریح کرد: «این منطقی است که بگوییم تا زمانی که واکسنی نداریم اوضاع به حالت عادی برنمی‌گردد.»